# Glaabsbräu
Glaabsbräu GmbH & Co. KG mit Sitz in Seligenstadt ist mit die älteste bestehende Bierbrauerei Südhessens und eine der modernsten Brauereien Deutschlands. Glaabsbräu zählt zu den wenigen noch bestehenden privatgeführten Brauereien im Rhein-Main-Gebiet. Das Biersortiment besteht aktuell aus 19 Bieren. Bis 2016 war Glaabsbräu Lizenzgeber der Marke Vitamalz. Diese wurde von Ferdinand Glaab – dem Urgroßvater des aktuellen Geschäftsführers Robert Glaab – und dessen Geschäftspartner Fritz Lux 1933 entwickelt und patentiert. Im September 2016 verkaufte Glaabsbräu alle Rechte und Lizenzen für Vitamalz an die Krombacher Brauerei und ist seither nicht mehr Lizenzgeber für Vitamalz. Die Brauerei vertreibt die Biere  unter den Marken Glaabsbräu und Glaab.

## Gründung und Geschichte

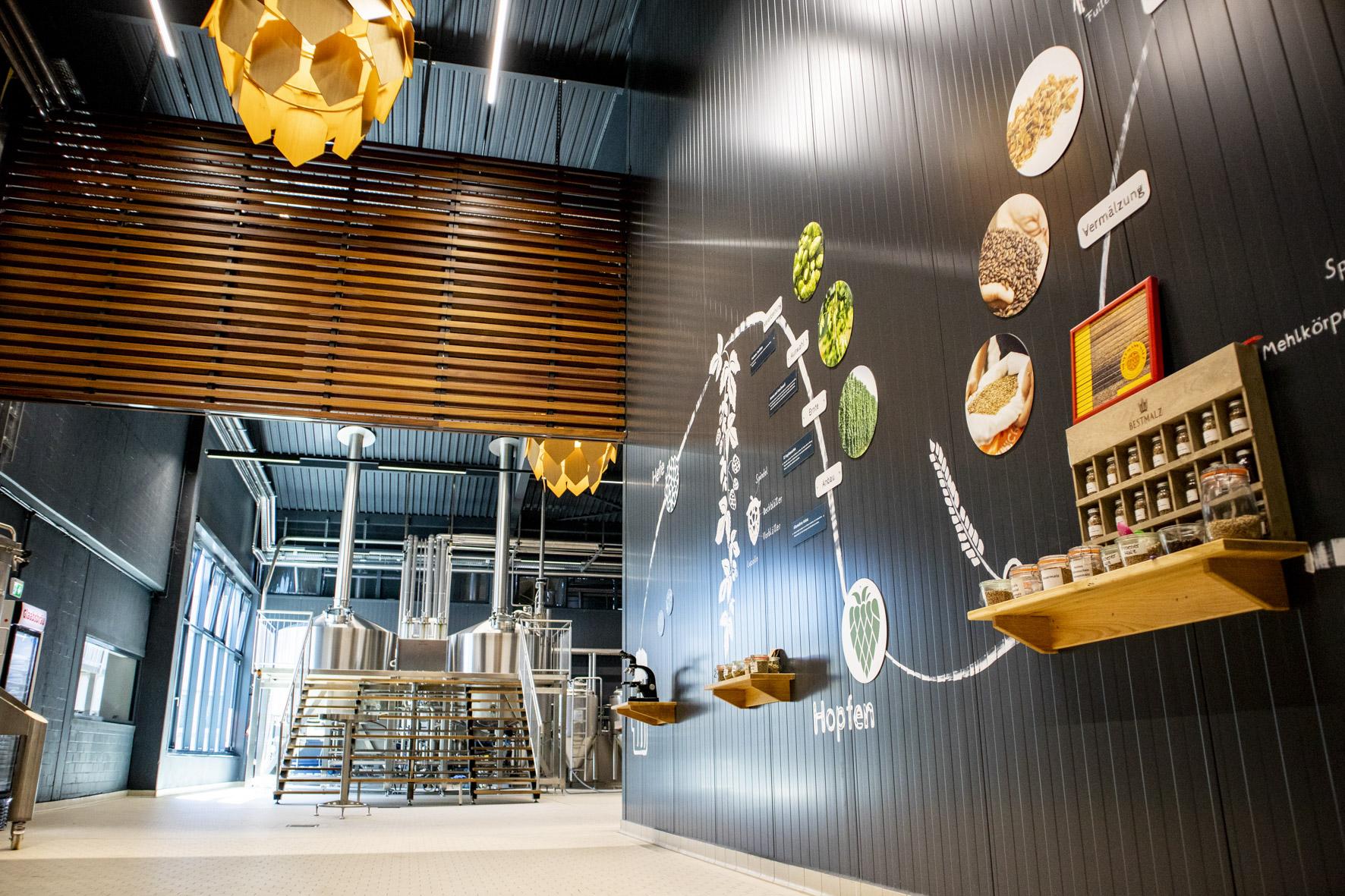
Modernste Privatbrauerei Südhessens

Hinter den "Braukulissen" von Glaabsbräu

1744 erbauten der Ratsherr Johannes Ruf und seine Gattin in Seligenstadt das Brauhaus Zum Römischen Kaiser, welches noch heute das Stammhaus der Glaabsbräu ist. 1782 wurde der Sohn Johann Georg Ruf bei der Seligenstädter Brauerzunft eingeschrieben. Nach seinem Tod 1808 übernahm sein Neffe Peter Josef Weidner II das Gasthaus und die Hausbrauerei. Es folgte die Familie Wissel bis 1891. Ferdinand Glaab, Urgroßvater des derzeitigen Geschäftsführers Robert Glaab, heiratete Mariechen Wissel und gab die Leitung des Römischen Kaisers 1895 ab. Er gründete mit seinem Schwager Johann Thoma die Brauerei Glaab & Thoma GmbH. Seine Söhne Ferdinand II und Jakob traten 1920 ins Familienunternehmen ein. 1921 schlossen sich die beiden Brauereien Glaab und Appelmann zu den Vereinigten Brauereien Seligenstadt zusammen. 1931 erwarb die Brauerei das patentierte Verfahren für das von Ferdinand Glaab I und Fritz Lux entwickelte Malzgetränk Vitamalz. Nach dem Ausscheiden von Jakob Appelmann gründete Ferdinand Glaab I mit seinen zwei Söhnen die Glaabsbräu F. Glaab & Co. Nach seinem Tod im Jahr 1939 übernahmen die Söhne Ferdinand II und Jakob die Leitung der Brauerei.
1960 trat Richard Glaab, Jakob Glaabs Sohn, als Braumeister in das Familienunternehmen ein. Unter ihm fand ein Ausbau des Fuhrparks statt. Mit dem Werk 2 in der Friedrich-Ebert-Straße wurden ausreichende Garagen für die Lastzüge und eine Werkstatt für die Instandhaltung errichtet. Die Fahrzeuge wurden für die lokale Belieferung von Vertragsgaststätten im Rhein-Main-Gebiet und zum nationalen Austausch von Bieren mit anderen Brauereien genutzt. Im Brauereiaustausch fuhren Lastzüge, Bier und Vitamalz der Glaabsbräu zu Brauereien bis Kulmbach oder Alpirsbach in den Schwarzwald. Auf der Rückfahrt wurden entsprechende Biere oder Getränke der belieferten Brauereien mit zurückgebracht. Mit abnehmender Belieferung und Austausch mit anderen Brauereien wurde der Fuhrpark reduziert und in den 2000er Jahren das Werk 2 aufgegeben. 1998 folgte auf Richard Glaab sein Sohn Robert Glaab. Zusammen führten sie das kellertrübe Bier "1744 Kellertrübes" ein.
Im Jahr 2000 schied Richard Glaab nach 40 Jahren aus dem Familienunternehmen aus und übertrug die alleinige Leitung seinem Sohn Robert Glaab, welcher die Familienbrauerei in 9. Generation führt. Um ihre Identität als traditionsreiche Familienbrauerei zu stärken, wurde 2004 das gesamte Biersortiment auf Bügelverschlussflaschen umgestellt. Robert Glaab nahm umfassende Modernisierungsmaßnahmen vor: 2006 wurde der Dampfkessel erneuert, um die komplette Wärmeerzeugung auf den neuesten Stand zu bringen und den CO2-Ausstoß erheblich zu senken. Zusätzlich wurde 2007 eine neue Kälteanlage installiert. Diese wird mit einem neuartigen ammoniakfreien Kältemittel betrieben und sorgt somit für weitere Energieeinsparungen und eine umweltfreundliche Kälteversorgung des gesamten Brauprozesses.
Den regionalen Wirtschaftskreislauf zu fördern, ist Glaabsbräu ein wichtiges Anliegen. Seit 2005 ist die Brauerei Gründungsmitglied der "Die Freien Brauer". Darüber hinaus initiierte Glaabsbräu 2006 eine Zusammenarbeit mit Landwirten aus Seligenstadt, Hainstadt und Rodgau, um Braugerste wieder aus der Region zu kultivieren und zu beziehen. Mit dem Ergebnis, dass die Braugerste für die Glaabsbräu Bierspezialitäten nun zum größten Teil direkt aus der Region bezogen wird.
Im Februar 2015 kündigte Glaabsbräu den Bau einer neuen Brauerei an. Mit rund 3,2 Mio. Euro tätigte die Eigentümerfamilie Glaab ihre bisher größte Investition in der mehr als 270-jährigen Firmengeschichte. Nach nur sieben Monaten Bauzeit wurde die neue Brauerei am 12. September 2015 offiziell in Betrieb genommen. 2017 folgte mit dem neuen Markenauftritt der zweite strategische Meilenstein. Das Sortiment wurde auf Kronkorken, sogenannte Euro-Flaschen in 0,33 L und 0,5 L umgestellt und mit neuen Etiketten versehen. Der gesamte Markenauftritt wurde verjüngt. Damit war Glaabsbräu auch die erste Brauerei, die in Hessen das neue Gebinde einführte. Lediglich die historische Biersorte Glaabsbräu "1744 Kellertrübes" wurde in der Bügelflasche belassen. Für ihren Markenrelaunch gewann Glaabsbräu 2018 in der Kategorie "Excellence in Brand Strategy, Management and Creation" den German Brand Award. 2018 wurde die Produktionskapazität um 30 % erhöht. Durch den Einsatz von CIP-Reinigungsanlagen reduzierte Glaabsbräu ihren jährlichen Wasserverbrauch um 4 % und den Verbrauch von Reinigungsmitteln um 10 % pro Jahr.
2020 wurde mit Helles Alkoholfrei, Sommerradler Alkoholfrei und dem Hefeweizen Alkoholfrei mit verbesserter Rezeptur ein neuer Meilenstein im Sortiment der Alkoholfreien Biere gesetzt. Im Winter 2020 folgte das Winterradler Alkoholfrei. Durch das einzigartige, schonende und naturnahe Entalkoholisierungsverfahren liegen die "Alkoholfreien" aromatisch sehr nah am Ursprungsprodukt. Bei  dem Verfahren wird dem Bier bei nur 5 Grad der Alkohol entzogen. Das bedeutet das Bier ist immer auf Trinktemperatur. Damit unterscheidet sich das Verfahren der Glaabsbräu stark vom herkömmlichen bzw. üblichen Prozess, in dem das Bier auf über 60  Grad erhitzt wird, um den Alkohol zu verdampfen. Im Herbst 2021 übernahm der Getränketechnologe, Braumeister und Biersommelier Julian Menner als erstes Nicht-Familienmitglied die Position eines Geschäftsführers.

## Produktauszeichnungen
Erhaltene nationale und internationale Auszeichnungen der Glaabsbräu Biere:
2018
- Frankfurt International Beer Trophy: Goldmedaille, "best beer of the competition" für Glaabsbräu 1744 Kellertrübes, Glaabsbräu Hefeweizen Dunkel und Glaabsbräu Dunkles[4]
- DLG: Goldmedaille für Glaabsbräu 1744 Kellertrübes und Glaabsbräu Hefeweizen Hell[5]

2019
- World Beer Award: Silber für Glaab's Hopfenlust und Glaab's Reifeprüfung, Bronze für Glaab's Vicky loves Pale Ale[6]
- Meininger's International Craftbeer Award: Silbermedaille für Glaabsbräu 1744 Kellertrübes[7]
- Monde Selection: Gold für Glaabsbräu Pilsener[8]
- Frankfurt International Beer Trophy: Großes Gold für Glaab's Reifeprüfung, Gold für Glaab's Hopfenlust, Silber für Glaabsbräu Hefeweizen Hell[4]
- DLG: Goldmedaille für Glaabsbräu Hefeweizen Hell

2020
- World Beer Award: Silber für Glaabsbräu Pilsener und Gold für Glaab´s Grie Soß
- Meininger's International Craftbeer Award: Platin-Medaille für Glaabsbräu 1744 Kellertrübes[7] (Kellerbier des Jahres 2020)
- Monde Selection: Silber für Glaabsbräu Pilsener[8]
- Frankfurt International Beer Trophy: Großes Gold für Glaab´s Vicky loves Pale Ale und Godl für Glaabsbräu Hefeweizen Hell
- DLG: Gold für Glaabsbräu Pilsener und Helles